# Formenkanon
Ein Formenkanon ist eine Auswahl an Formen und Ornamenten, die eine kunstgeschichtliche Epoche prägen. 

## Beispiele für den Formenkanon in Stilepochen der Architektur

### Romanik
- Schwere Baumasse, geometrische Grundform
- Rundbogen
- Würfelkapitell

### Gotik

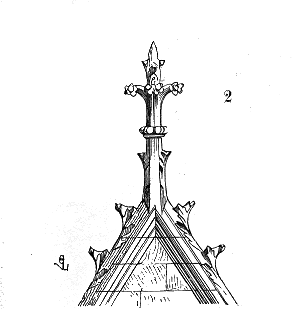
Gotik: Kreuzblume

- Leichtigkeit (diaphan), vertikale Ausrichtung
- Spitzbogen
- Bündelpfeiler
- Fiale
- Strebewerk
- Maßwerk
- Kreuzblume
- Krabbe
- Vierpass
- Fischblase
- Fensterrose
- Wimperg

### Renaissance

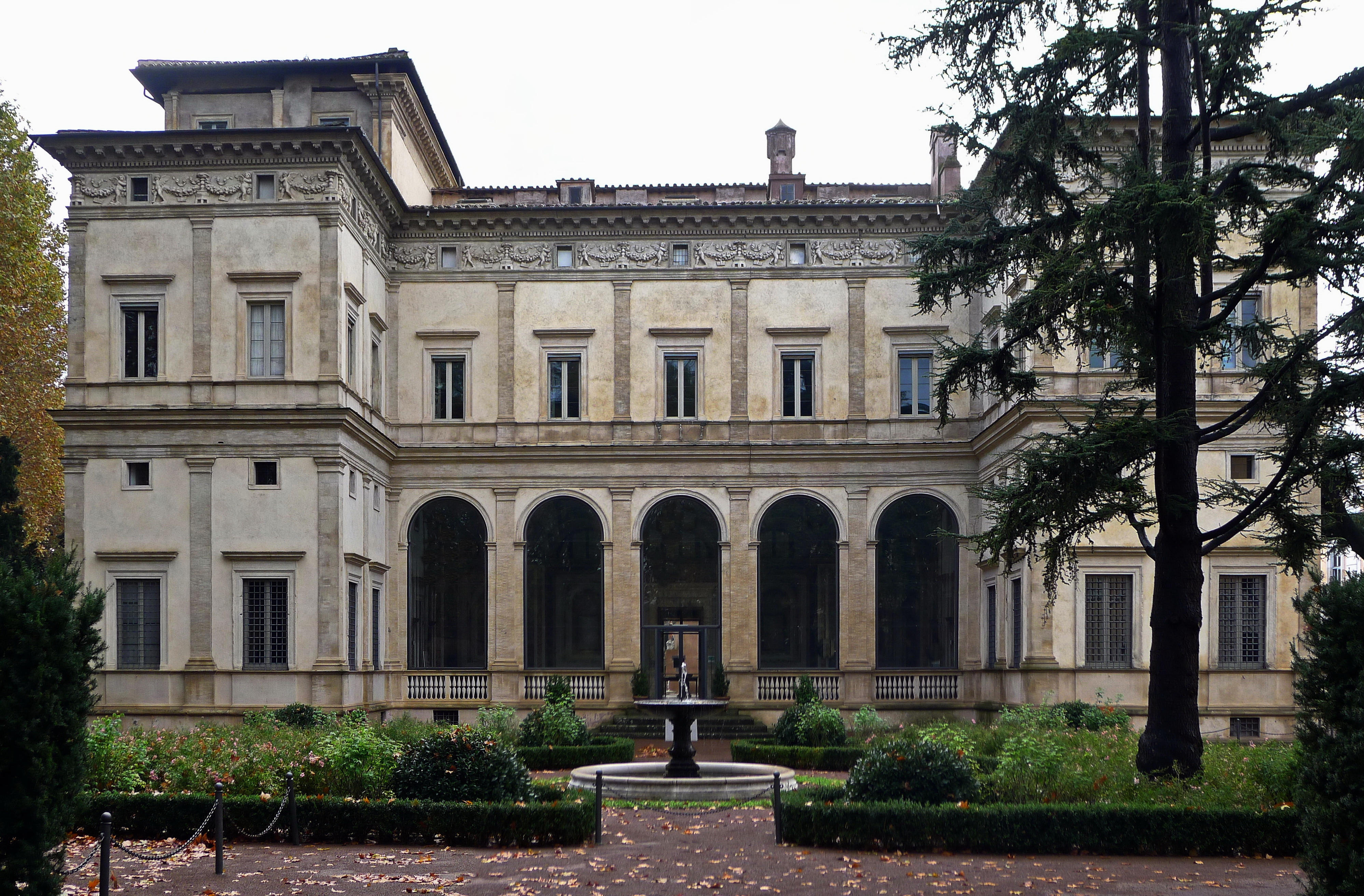
Renaissance: Villa Farnesina

- Ausgewogene Proportion, Schlichtheit
- Dreiecksgiebel
- Quadrat
- Kreis
- Säulenordnung
- Pilaster
- Lisene
- Kuppel

### Barock

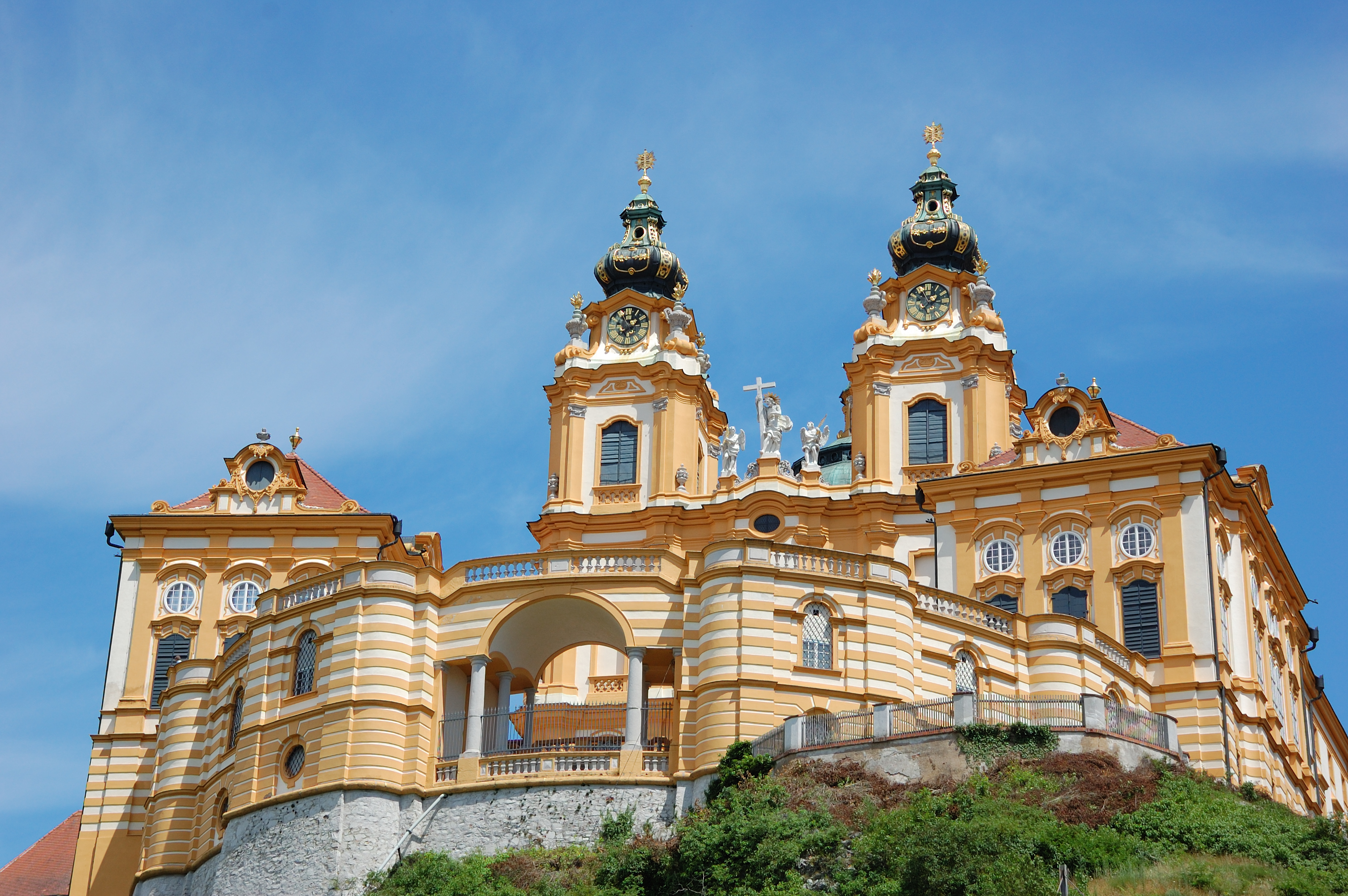
Barock: Stift Melk

- Schwingende, konkave und konvexe Formen
- Fülle und überladener Prunk (Horror vacui)[1]
- geschwungene Giebel
- Fensterbekrönung
- Ornamentik
- Volute
- Putto

### Rokoko
- Rocaille
- Asymmetrie

### Klassizismus
- Portikus
- Dreiecksgiebel
- rechter Winkel und gerade Linien
- Säulenordnung
- Feston (Zopf)
- Kranz
- Medaillon

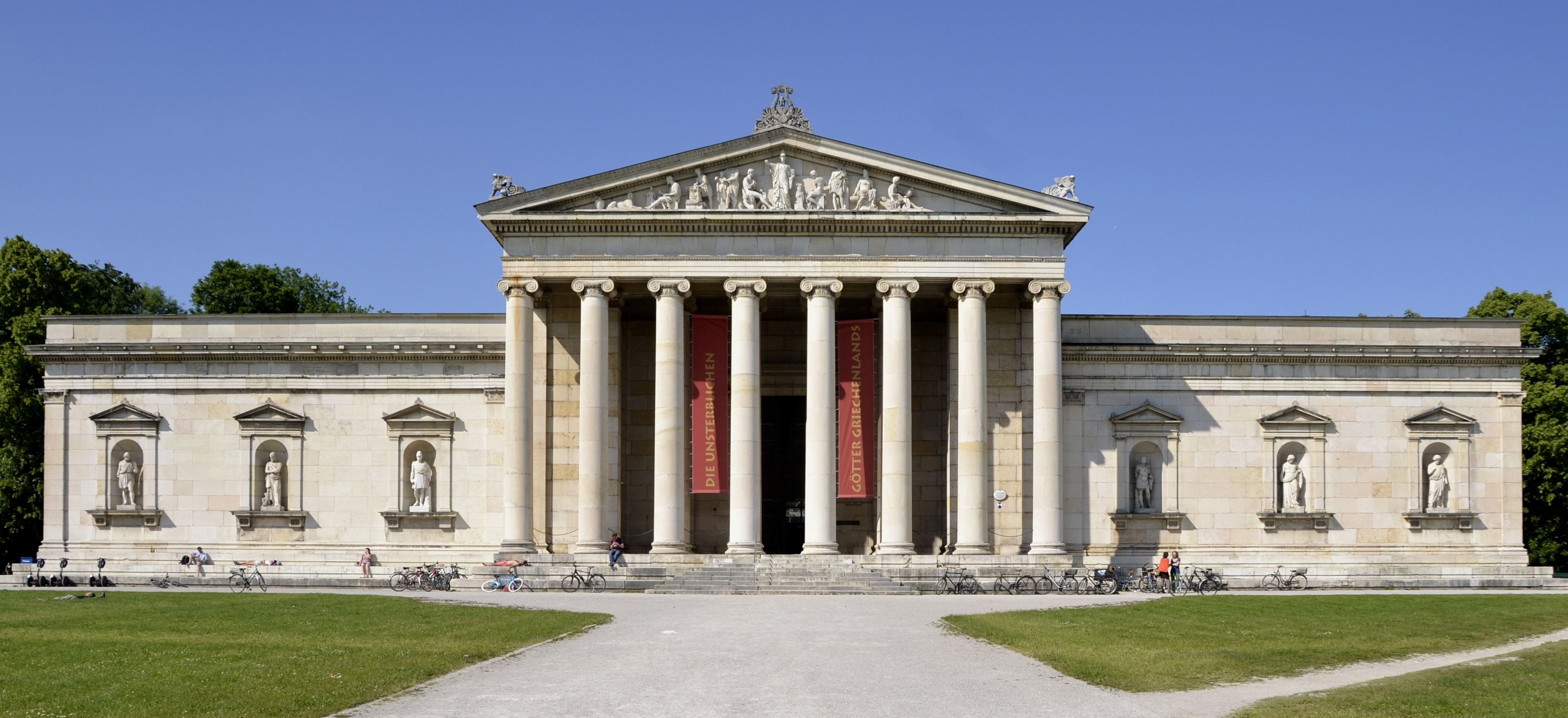
Klassizismus: Glyptothek in München

- Vasen, Amphoren und Schleifen in der Ornamentik
- Zahnfries

### Moderne

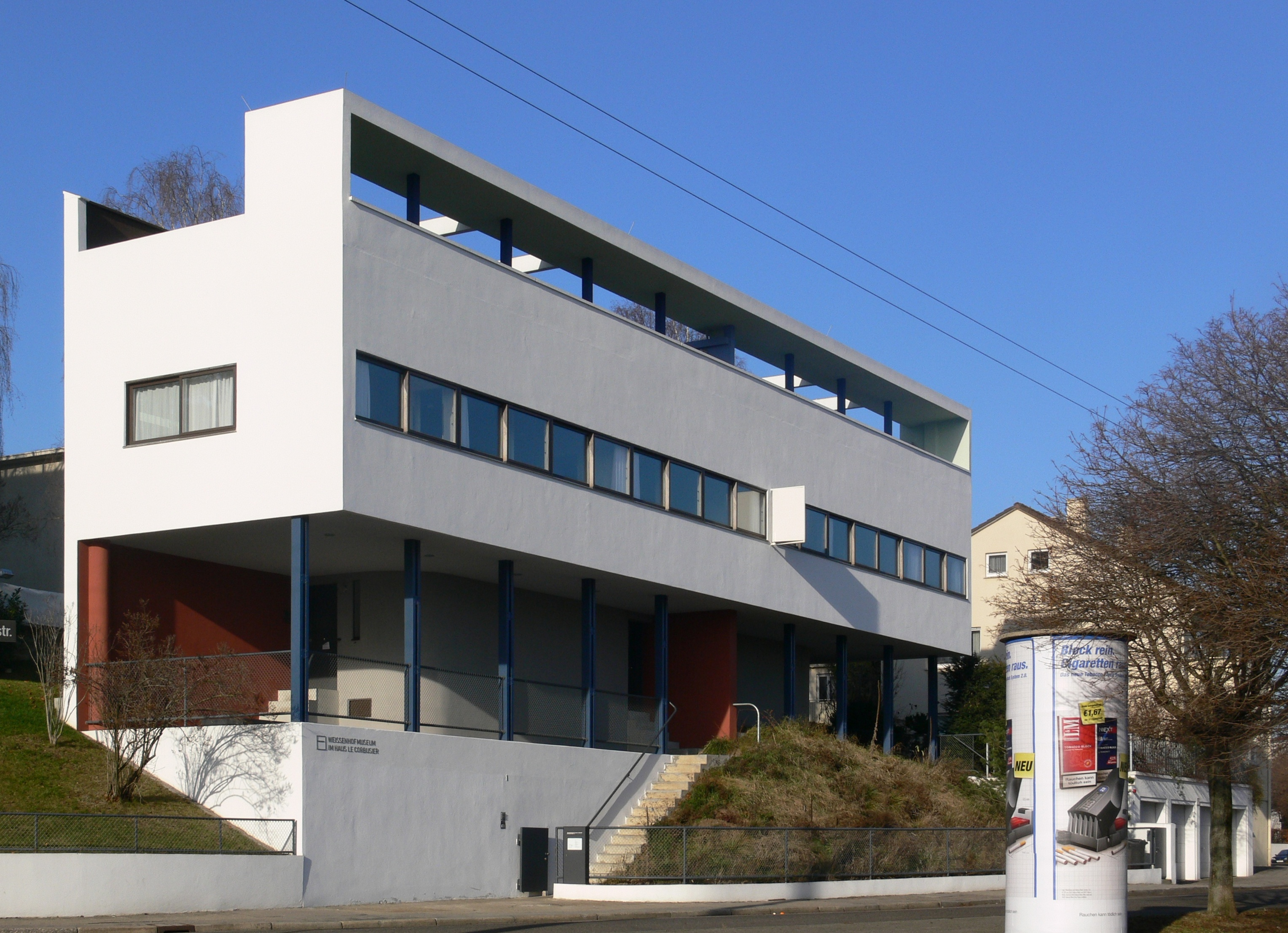
Moderne: Doppelhaus von Le Corbusier in der Weißenhofsiedlung

- Reduktion
- Vermeidung des Ornaments
- rechter Winkel

### Dekonstruktivismus
- Vermeidung des rechten Winkels